# 鈴木茶織
鈴木 茶織（すずき ちゃお、1988年10月11日 - ）は、日本のAV女優、ストリッパー。

## 人物
- 趣味：ドライブ・カラオケ・ピアノ
- 特技：車の運転・歌・お芝居

## 略歴
東京都出身。2009年に『スゴ～く！制服の似合う素敵な娘 茶緒』でAVデビュー。
2010年12月11日、新宿ニューアートにてストリップデビュー。

## 作品

### アダルトビデオ
2009年
- 私、家出しました。04 （2月6日、ゴーゴーズ）
- 首都圏援交 57（3月3日、プレステージ）
- 女の子全員18歳スペシャル! 女子○生!卒業旅行争奪! SOFT ON DEMAND的 ツイスターゲーム！（3月5日、SODクリエイト） 他出演:成瀬心美、原明奈、黒澤エレナ、赤西あずさ、ほか計7名
- デカチ○ポナンパ 3 ～勃起時20cmオーバーにうぶな素人娘も思わずくぎづけ～（3月5日、ナチュラルハイ） 他出演:茅ヶ崎ありす、桜小雪、楓姫輝、ほか計10名
- 友達の彼女 5（4月11日、プレステージ)
- 放課後の女子校生 2（4月18日、クリスタル映像）他出演:西村アキホ、野田夏実、中村シノ、葉月里彩
- スゴ～く!制服の似合う素敵な娘 茶緒 (5月7日、オーロラプロジェクト・アネックス)
- 女子大生強制中出し インテリ女子大生に無理やり中出し (5月15日、隼エージェンシー)オムニバス作品 他出演:女池さゆり、早乙女ルイ、雪見紗弥、あすかみみ
- 淫口Wフェラ 可愛い娘のチ○ポ2本同時フェラ（6月1日、竜宮城/妄想族）オムニバス作品 他出演:赤西涼、スザンナ、宝生優果
- 乱交スプラッシュ潮吹きハーレム (6月19日、クロス)共演:七咲楓花、西村アキホ、佐伯奈々
- 桃尻Dears!!天然桃尻美乳美少女HIP (6月25日、オーロラプロジェクト・アネックス)
- AV女優ファイル 鈴木茶織 (6月27日、オーロラプロジェクト)
- むかつく女を思う存分犯す 理不尽にレイプされる6人の女たち (7月15日 隼エージェンシー)オムニバス作品 他出演:くるみ、七瀬ゆうり、早乙女ルイ、愛那梨華、宝生優果
- デリヘルギャルに無理やり!本番!中出し! (7月15日 隼エージェンシー)オムニバス作品 他出演:君野ゆめ、星野あや、岡田あい、二宮せりな
- フェラコレ2009夏SP 30人のフェラジェンヌ (7月15日 隼エージェンシー)オムニバス作品 他多数出演
- フェラコレ 特別編 3時間まるごとWフェラ(8月15日 隼エージェンシー)オムニバス作品 他多数出演
- 純白 放課後スク水倶楽部 茶織 1*歳 (8月26日 グレイズ）
- JK・女子校生の放課後 手を使わない女子校生のフェラ（9月4日、映天）オムニバス作品 他出演:名取アンナ、白浜ゆり、梨杏、鮎川みさと、白砂ゆの、綾那優、成瀬心美
- 3分間電気マッサージ器に耐えられたら謝礼をお支払いします!（9月11日 青空ソフト）
- 東京マ○コ園（9月19日 SODクリエイト）
- ボディスーツセックス vol.5（9月25日 RISING）
- 麗しのオフィスレディ ゆみ23才（10月1日 EROS HEARTS） ゆみ 名義
- 愛の手袋生活 七 ～若妻 茶織の手袋のある日常～（10月2日 RISING）
- 変態窒息射精レポート Vol.04（10月9日 RISING）他出演:岡山涼花
- ぶるる ブルマフェチ妄想最前線 7（10月9日 RISING） 他出演:淺川サラ
- JK・女子校生の放課後 ディルドオナニー 2（10月9日 映天）オムニバス作品 他出演:赤西あずさ、秋月まひる、綾那優、鮎川みさと、工藤れいか、白砂ゆの、白浜ゆり、鈴木千里、東条かれん、中嶋くるす、名取アンナ、美花ぬりぇ、みづき伊織、梨杏
- ズボズボ！指入れオナニー 5（10月9日 OFFICE K'S） 他出演:結城かれん、あすかみみ、村瀬優花、七瀬かすみ
- 聖くすぐり学園 8（10月16日 RISING） 他出演:淺川サラ
- グラビアアイドルにセンズリ見せ付け面接（10月16日 メディアバンク）
- 田舎では童貞だった僕が上京してヤリチン？ 色気ムンムンのお母さんと超カワイイ三姉妹と暮らす僕の下宿生活物語（10月22日 Hunter） 他出演:艶堂しほり、青山ひかる、芽衣奈
- ドアが開いたら強制露出！街角アクメ仮設トイレ「見知らぬ人にイカせてもらえ!」（10月22日 ナチュラルハイ） 他出演:希内あんな、森野雫

2010年
- エスカレートしすぎる女子大生30人。女子寮丸ごとAV出演!!（1月1日 プレステージ）他多数出演
- 耳掻きエステはひょっとして？性的サービスもしてくれるのではないか!? Part.2（3月1日 ラハイナ東海）他出演:沢木樹里、ほか1名
- 商店街で見つけた美人妻ナンパ生中出し（6月11日 メディアバンク）他出演:高島恭子、河純ひなみ、村瀬優花、ほか1名
- フェラコレ熟女編 7 （6月25日、隼エージェンシー）他多数出演
- こだわりの手コキ 人妻編 8 (9月25日、隼エージェンシー)他多数出演